# Associazione Sportiva Livorno Calcio 2011-2012
Questa voce raccoglie le informazioni riguardanti l'Associazione Sportiva Livorno Calcio nelle competizioni ufficiali della stagione 2011-2012.

## Stagione
Nella stagione 2011-2012 il Livorno disputa il campionato di Serie B, raccoglie 48 punti con il 17º posto, un punto sopra i Play-out. Ma è una stagione maledetta, non tanto per quanto concerne il campo, ma per una disgrazia che ha lasciato tutti sgomenti. Infatti sabato 14 aprile 2012, il centrocampista del Livorno Piermario Morosini, di proprietà dell'Udinese, muore durante il primo tempo del match contro il Pescara in seguito a un'improvvisa crisi cardiaca. Portato in ospedale, viene posto in coma farmacologico. A causa di un'aritmia causata da un'infiammazione cardiaca, il giocatore muore, a 25 anni, verso le 16:45. Dalle prime indagini risulta che l'ambulanza che doveva entrare sul terreno di gioco abbia ritardato l'ingresso in campo a causa di un'auto della polizia municipale che ostruiva il passaggio. Secondo il referto dei medici, il giovane calciatore non ha mai ripreso conoscenza dopo il primo arresto cardiaco. Sono gli stessi medici a ritenere che, a causa dell'estrema gravità della patologia, la situazione non sarebbe stata diversa se l'autoambulanza non fosse stata ostacolata. Al funerale al Picchi sono in diecimila ad aspettare il Moro, la perdita di un atleta di 26 anni, condiziona l'andamento della stagione, riuscendo a salvarsi solo all'ultima giornata, dopo aver battuto (2-0) il Grosseto all'Ardenza. Gli amaranto concludono il torneo con Perotti in panchina, al posto di Armando Madonna, che aveva a sua volta sostituito Walter Novellino.

## Divise e sponsor
Lo sponsor tecnico per la stagione 2011-2012 è Legea, mentre lo sponsor ufficiale è Banca Carige.
| Casa | Trasferta | Terza Divisa |

## Organigramma societario
Area direttiva
- Presidente: Aldo Spinelli
- Vice Presidente: Silvano Siri
- Amministratore delegato: Roberto Spinelli
- Direttore Generale: Giovanni Gardini

Area organizzativa
- Segretario generale: Alessandro Bini

Area comunicazione
- Responsabile area comunicazione: Paolo Nacarlo

Area marketing
- Marketing e pubblicità: Luca Vatteroni

Area tecnica
- Responsabile area tecnica: Elio Signorelli
- Allenatore: Davide Cei
- Allenatore in seconda: Massimo Morgia
- Preparatore atletico: Nicola Cortopassi
- Preparatore dei portieri: Fabrizio Boccafogli

Area sanitaria
- Responsabile sanitario: Dr. Manlio Porcellini
- Massaggiatori: Gianni Scappini, Claudio Nencioni, Giacomo Bolognesi

## Rosa
| N. |                     | Ruolo | Calciatore            |
| -- | ------------------- | ----- | --------------------- |
| 1  | Italia (bandiera)   | P     | Alfonso De Lucia      |
| 2  | Italia (bandiera)   | D     | Romano Perticone      |
| 3  | Italia (bandiera)   | D     | Mirko Pieri           |
| 4  | Italia (bandiera)   | D     | Alessandro Bernardini |
| 5  | Italia (bandiera)   | D     | Simone Sini           |
| 6  | Italia (bandiera)   | C     | Simone Barone         |
| 7  | Italia (bandiera)   | C     | Luca Belingheri       |
| 8  | Italia (bandiera)   | A     | Federico Dionisi      |
| 9  | Brasile (bandiera)  | A     | Paulinho              |
| 11 | Italia (bandiera)   | A     | Andrea Russotto       |
| 13 | Croazia (bandiera)  | D     | Dario Knežević        |
| 17 | Uruguay (bandiera)  | D     | Leonardo Migliónico   |
| 18 | Ungheria (bandiera) | C     | Attila Filkor         |
| 19 | Italia (bandiera)   | P     | Luca Mazzoni          |
| 20 | Francia (bandiera)  | C     | Gaël Genevier         |
| 21 | Italia (bandiera)   | C     | Andrea Luci           |

| N. |                    | Ruolo | Calciatore             |
| -- | ------------------ | ----- | ---------------------- |
| 22 | Italia (bandiera)  | A     | Simone Dell'Agnello    |
| 23 | Italia (bandiera)  | D     | Alessandro Lambrughi   |
| 24 | Italia (bandiera)  | D     | Antonio Meola          |
| 25 | Italia (bandiera)  | C     | Piermario Morosini †   |
| 26 | Italia (bandiera)  | C     | Luca Siligardi         |
| 28 | Italia (bandiera)  | C     | Pasquale Schiattarella |
| 31 | Italia (bandiera)  | C     | Matteo Lignani         |
| 32 | Italia (bandiera)  | A     | Rey Volpato            |
| 33 | Italia (bandiera)  | P     | Francesco Bardi        |
| 39 | Austria (bandiera) | C     | Jürgen Prutsch         |
| 43 | Italia (bandiera)  | C     | Mirko Bigazzi          |
| 70 | Italia (bandiera)  | C     | Francesco Rampi        |
| 77 | Italia (bandiera)  | D     | Simone Salviato        |
| 82 | Italia (bandiera)  | A     | Marco Bernacci         |
| 88 | Italia (bandiera)  | A     | Antonio Piccolo        |
| 91 | Italia (bandiera)  | C     | Lorenzo Remedi         |

## Calciomercato

### Sessione estiva(dal 01/07 al 31/08)
| Acquisti | Acquisti            | Acquisti   | Acquisti                   |
| R.       | Nome                | da         | Modalità                   |
| -------- | ------------------- | ---------- | -------------------------- |
| P        | Francesco Bardi     | Inter      | prestito                   |
| D        | Antonio Meola       | Avellino   | compartecipazione          |
| D        | Romano Perticone    | Sampdoria  | fine prestito              |
| D        | Riccardo Regno      | Bologna    | definitivo (0,3 milioni €) |
| C        | Simone Barone       |            | svincolato                 |
| C        | Mirko Bigazzi       | Gela       | fine prestito              |
| C        | Attila Filkor       | Milan      | prestito                   |
| C        | Gaël Genevier       | Siena      | prestito                   |
| C        | Francesco Rampi     | Perugia    | prestito                   |
| C        | Luca Siligardi      | Inter      | compartecipazione          |
| A        | Simone Dell'Agnello | Inter      | compartecipazione          |
| A        | Paulinho            | Sorrento   | fine prestito              |
| A        | Elia Pellegrini     | Pergocrema | fine prestito              |
| A        | Antonio Piccolo     | Piacenza   | compartecipazione          |
| A        | Andrea Russotto     | Bellinzona | definitivo (0 milioni €)   |
| A        | Rey Volpato         | Lumezzane  | fine prestito              |

| Cessioni | Cessioni              | Cessioni    | Cessioni                          |
| R.       | Nome                  | a           | Modalità                          |
| -------- | --------------------- | ----------- | --------------------------------- |
| P        | Francesco Bardi       | Inter       | compartecipazione (0,9 milioni €) |
| D        | Vitorino Antunes      | Roma        | fine prestito                     |
| D        | Fabrizio Di Bella     | Piacenza    | prestito                          |
| D        | Samuele Modica        | Campobasso  | compartecipazione                 |
| D        | Riccardo Regno        | Portogruaro | prestito                          |
| D        | Giuseppe Rizza        | Pergocrema  | prestito                          |
| C        | Ahmed Barusso         | Roma        | fine prestito                     |
| C        | Marco D'Alessandro    | Roma        | fine prestito                     |
| C        | Francesco Parravicini | Siena       | fine prestito                     |
| C        | Nico Pulzetti         | Bologna     | definitivo (1,65 milioni €)       |
| A        | Gastón Cellerino      | Racing Club | prestito                          |
| A        | Tomas Danilevičius    | Juve Stabia | definitivo (0 milioni €)          |
| A        | Andrey Galabinov      | Sorrento    | prestito                          |
| A        | Luca Simeoni          | Alessandria | compartecipazione                 |
| A        | Francesco Tavano      | Empoli      | definitivo (0 milioni €)          |
| A        | Francesco Volpe       | Piacenza    | compartecipazione                 |

### Sessione invernale(dall'1/1 al 31/1)
| Acquisti | Acquisti           | Acquisti | Acquisti |
| R.       | Nome               | da       | Modalità |
| -------- | ------------------ | -------- | -------- |
| D        | Simone Sini        | Roma     | prestito |
| C        | Piermario Morosini | Udinese  | prestito |
| A        | Marco Bernacci     | Bologna  | prestito |

| Cessioni | Cessioni            | Cessioni   | Cessioni   |
| R.       | Nome                | a          | Modalità   |
| -------- | ------------------- | ---------- | ---------- |
| D        | Leonardo Migliónico | Lecce      | definitivo |
| D        | Romano Perticone    | Modena     | prestito   |
| C        | Gaël Genevier       | Pisa       | prestito   |
| A        | Andrea Russotto     | Carrarese  | prestito   |
| A        | Rey Volpato         | Pergocrema | definitivo |

## Risultati

### Serie B

#### Girone d'andata
| Arbitro: | Palazzino (Ciampino) |

|              |           |                                |
| Florenzi 12’ | Marcatori | 18’ (rig.), 86’ (rig.) Dionisi |

| Livorno 30 agosto 2011, ore 20:45 UTC+2 2ª giornata | Livorno                      | 0 – 0 referto | Sampdoria | Stadio Armando Picchi (7.810 spett.)\| Arbitro: \| Tommasi (Bassano del Grappa) \| |
| Arbitro:                                            | Tommasi (Bassano del Grappa) |               |           |                                                                                    |

| Arbitro: | Ostinelli (Como) |

|  |           |                              |
|  | Marcatori | 60’ Farias 90+4’ L. Castaldo |

| Arbitro: | Candussio (Cervignano del Friuli) |

|  |           |                      |
|  | Marcatori | 50’ Luci 71’ Dionisi |

| Arbitro: | Cervellera (Taranto) |

|                                       |           |  |
| Dionisi 60’ Salviato 85’ Barone 90+3’ | Marcatori |  |

| Arbitro: | Calvarese (Teramo) |

|               |           |            |
| N. Rigoni 34’ | Marcatori | 2’ Dionisi |

| Arbitro: | Ciampi (Roma) |

|             |           |  |
| Borghese 7’ | Marcatori |  |

| Livorno 5 ottobre 2011, ore 20:45 UTC+2 8ª giornata | Livorno      | 0 – 0 referto | Empoli | Stadio Armando Picchi (5.712 spett.)\| Arbitro: \| Nasca (Bari) \| |
| Arbitro:                                            | Nasca (Bari) |               |        |                                                                    |

| Arbitro: | Mariani (Aprilia) |

|  |           |                                                   |
|  | Marcatori | 13’ Piccolo 15’ Schiattarella 47’, 56’ Belingheri |

| Arbitro: | Massa (Imperia) |

|  |           |                         |
|  | Marcatori | 48’ Ceravolo 79’ Ragusa |

| Arbitro: | Gallione (Alessandria) |

|           |           |  |
| Stanco 9’ | Marcatori |  |

| Arbitro: | Gavillucci (Latina) |

|             |           |                    |
| Bigazzi 19’ | Marcatori | 90+4’ (aut.) Bardi |

| Arbitro: | Giacomelli (Trieste) |

|            |           |  |
| Cutolo 18’ | Marcatori |  |

| Arbitro: | Cervellera (Taranto) |

|                              |           |              |
| Paulinho 24’, 37’ Barone 59’ | Marcatori | 21’ Cascione |

| Arbitro: | Di Bello (Brindisi) |

|                                  |           |                                |
| Luca Martinelli 33’ Schiavon 75’ | Marcatori | 54’ Schiattarella 90’ Paulinho |

| Arbitro: | Merchiori (Ferrara) |

|  |           |                |
|  | Marcatori | 90’ Papa Waigo |

| Arbitro: | Giancola (Vasto) |

|            |           |  |
| Parisi 81’ | Marcatori |  |

| Arbitro: | Velotto (Grosseto) |

|  |           |                            |
|  | Marcatori | 45+2’ Maietta 58’ Jorginho |

| Arbitro: | Candussio (Cervignano del Friuli) |

|                            |           |                    |
| G. Sansone 61’, 80’ (rig.) | Marcatori | 11’ (rig.) Dionisi |

| Arbitro: | Tozzi (Ostia Lido) |

|  |           |                          |
|  | Marcatori | 28’ Zambelli 30’ Antonio |

| Arbitro: | Tommasi (Bassano del Grappa) |

|            |           |                |
| Caridi 56’ | Marcatori | 71’ Belingheri |

#### Girone di ritorno
| Arbitro: | Baratta (Salerno) |

|                          |           |               |
| Paulinho 24’ Dionisi 50’ | Marcatori | 3’ N. Sansone |

| Arbitro: | Nasca (Bari) |

|           |           |              |
| Pozzi 55’ | Marcatori | 81’ Paulinho |

| Arbitro: | Ciampi (Roma) |

|                             |           |                           |
| L. Castaldo 33’ Catania 38’ | Marcatori | 23’ Piccolo 80’ Siligardi |

| Arbitro: | Viti (Campobasso) |

|                     |           |                             |
| Paulinho 20’ (rig.) | Marcatori | 21’ Zecchin 37’, 83’ Troest |

| Arbitro: | Palazzino (Ciampino) |

|             |           |                          |
| Caserta 10’ | Marcatori | 20’ Paulinho 22’ Dionisi |

| Arbitro: | Di Paolo (Avezzano) |

|             |           |             |
| Dionisi 77’ | Marcatori | 51’ Pinardi |

| Arbitro: | Ostinelli (Como) |

|              |           |                             |
| Paulinho 35’ | Marcatori | 12’ Garofalo 14’ Forestieri |

| Arbitro: | Nasca (Bari) |

|             |           |               |
| Dumitru 87’ | Marcatori | 4’ Belingheri |

| Arbitro: | Giancola (Vasto) |

|                                            |           |             |
| Paulinho 1’, 17’ Siligardi 44’ Dionisi 61’ | Marcatori | 83’ Belotti |

| Arbitro: | Palazzino (Ciampino) |

|                          |           |              |
| A. Viola 34’ Montiel 76’ | Marcatori | 22’ Paulinho |

| Arbitro: | Cervellera (Taranto) |

|                           |           |                                    |
| Siligardi 4’ Paulinho 57’ | Marcatori | 35’ (rig.) Di Gennaro 90+4’ Stanco |

| Arbitro: | Gallione (Alessandria) |

|             |           |                               |
| Nwankwo 85’ | Marcatori | 17’ Belingheri 90+4’ Bernacci |

| Arbitro: | Ciampi (Roma) |

|              |           |               |
| Salviato 42’ | Marcatori | 31’, 46’ Bovo |

| Arbitro: | Baratta (Salerno) |

|  |           |                           |
|  | Marcatori | 4’ Dionisi 11’ Belingheri |

| Arbitro: | Giancola (Vasto) |

|             |           |                      |
| Dionisi 59’ | Marcatori | 42’ Di Nardo 73’ Job |

| Arbitro: | Merchiori (Ferrara) |

|                        |           |  |
| Soncin 37’ Scalise 65’ | Marcatori |  |

| Arbitro: | Massa (Imperia) |

|  |           |                |
|  | Marcatori | 38’ Meggiorini |

| Arbitro: | Calvarese (Teramo) |

|              |           |  |
| Lepiller 79’ | Marcatori |  |

| Livorno 12 maggio 2012, ore 15:00 UTC+2 40ª giornata | Livorno                           | 0 – 0 referto | Sassuolo | Stadio Armando Picchi (4.387 spett.)\| Arbitro: \| Candussio (Cervignano del Friuli) \| |
| Arbitro:                                             | Candussio (Cervignano del Friuli) |               |          |                                                                                         |

| Arbitro: | Palazzino (Ciampino) |

|                |           |                                        |
| Piovaccari 36’ | Marcatori | 5’ Belingheri 71’ Paulinho 79’ Bigazzi |

| Arbitro: | Giacomelli (Trieste) |

|                             |           |  |
| Belingheri 23’ Bernacci 45’ | Marcatori |  |

### Coppa Italia
| Arbitro: | Giancola (Vasto) |

|                               |           |             |
| Paulinho 36’, 48’ Dionisi 75’ | Marcatori | 11’ Longoni |

| Arbitro: | Mazzoleni (Bergamo) |

|           |           |  |
| Cesar 12’ | Marcatori |  |

## Statistiche

### Statistiche di squadra
| Competizione | Punti | In casa | In casa | In casa | In casa | In casa | In casa | In trasferta | In trasferta | In trasferta | In trasferta | In trasferta | In trasferta | Totale | Totale | Totale | Totale | Totale | Totale | DR |
| Competizione | Punti | G       | V       | N       | P       | Gf      | Gs      | G            | V            | N            | P            | Gf           | Gs           | G      | V      | N      | P      | Gf     | Gs     | DR |
| ------------ | ----- | ------- | ------- | ------- | ------- | ------- | ------- | ------------ | ------------ | ------------ | ------------ | ------------ | ------------ | ------ | ------ | ------ | ------ | ------ | ------ | -- |
| Serie B      | 48    | 21      | 5       | 6       | 10      | 22      | 26      | 21           | 7            | 6            | 8            | 27           | 23           | 42     | 12     | 12     | 18     | 49     | 49     | 0  |
| Coppa Italia | -     | 1       | 1       | 0       | 0       | 3       | 1       | 1            | 0            | 0            | 1            | 0            | 1            | 2      | 1      | 0      | 1      | 3      | 2      | +1 |
| Totale       | -     | 22      | 6       | 6       | 10      | 25      | 27      | 22           | 7            | 6            | 9            | 27           | 24           | 44     | 13     | 12     | 19     | 52     | 51     | +1 |

### Statistiche dei giocatori
| Giocatore        | Serie B  | Serie B | Serie B     | Serie B    | Coppa Italia | Coppa Italia | Coppa Italia | Coppa Italia | Totale   | Totale | Totale      | Totale     |
| Giocatore        | Presenze | Reti    | Ammonizioni | Espulsioni | Presenze     | Reti         | Ammonizioni  | Espulsioni   | Presenze | Reti   | Ammonizioni | Espulsioni |
| ---------------- | -------- | ------- | ----------- | ---------- | ------------ | ------------ | ------------ | ------------ | -------- | ------ | ----------- | ---------- |
| F. Bardi         | 34       | -38     | 4           | 0          | 1            | -1           | 0            | 0            | 35       | -39    | 4           | 0          |
| S. Barone        | 20       | 2       | 4           | 1          | 1            | 0            | 0            | 0            | 21       | 2      | 4           | 1          |
| L. Belingheri    | 29       | 8       | 5           | 0          | 0            | 0            | 0            | 0            | 29       | 8      | 5           | 0          |
| M. Bernacci      | 15       | 2       | 2           | 0          | 0            | 0            | 0            | 0            | 15       | 2      | 2           | 0          |
| A. Bernardini    | 33       | 0       | 3           | 0          | 0            | 0            | 0            | 0            | 33       | 0      | 3           | 0          |
| M. Bigazzi       | 25       | 2       | 4           | 0          | 2            | 0            | 0            | 0            | 27       | 2      | 4           | 0          |
| A. De Lucia      | 0        | 0       | 0           | 0          | 0            | 0            | 0            | 0            | 0        | 0      | 0           | 0          |
| S. Dell'Agnello  | 5        | 0       | 0           | 0          | 1            | 0            | 0            | 0            | 6        | 0      | 0           | 0          |
| F. Dionisi       | 35       | 12      | 7           | 0          | 2            | 1            | 0            | 0            | 37       | 13     | 7           | 0          |
| A. Filkor        | 26       | 0       | 5           | 0          | 1            | 0            | 0            | 0            | 27       | 0      | 5           | 0          |
| G. Genevier      | 17       | 0       | 6           | 1          | 2            | 0            | 0            | 0            | 19       | 0      | 6           | 1          |
| D. Knežević      | 29       | 0       | 3           | 2          | 2            | 0            | 0            | 0            | 31       | 0      | 3           | 2          |
| A. Lambrughi     | 40       | 0       | 5           | 2          | 2            | 0            | 0            | 0            | 42       | 0      | 5           | 2          |
| M. Lignani       | 1        | 0       | 0           | 0          | 0            | 0            | 0            | 0            | 1        | 0      | 0           | 0          |
| A. Luci          | 36       | 1       | 10          | 1          | 1            | 0            | 0            | 0            | 37       | 1      | 10          | 1          |
| L. Mazzoni       | 9        | -11     | 1           | 0          | 1            | -1           | 0            | 0            | 10       | -12    | 1           | 0          |
| A. Meola         | 13       | 0       | 1           | 0          | 0            | 0            | 0            | 0            | 13       | 0      | 1           | 0          |
| L. Migliónico    | 10       | 0       | 1           | 0          | 0            | 0            | 0            | 0            | 10       | 0      | 1           | 0          |
| P. Morosini †    | 9        | 0       | 2           | 0          | 0            | 0            | 0            | 0            | 9        | 0      | 2           | 0          |
| Paulinho         | 38       | 13      | 3           | 0          | 2            | 2            | 0            | 0            | 40       | 15     | 3           | 0          |
| R. Perticone     | 14       | 0       | 3           | 0          | 2            | 0            | 0            | 0            | 16       | 0      | 3           | 0          |
| A. Piccolo       | 18       | 2       | 3           | 0          | 0            | 0            | 0            | 0            | 18       | 2      | 3           | 0          |
| M. Pieri         | 10       | 0       | 0           | 0          | 2            | 0            | 1            | 0            | 12       | 0      | 1           | 0          |
| J. Prutsch       | 1        | 0       | 0           | 0          | 0            | 0            | 0            | 0            | 1        | 0      | 0           | 0          |
| F. Rampi         | 13       | 0       | 2           | 0          | 1            | 0            | 0            | 0            | 14       | 0      | 2           | 0          |
| L. Remedi        | 13       | 0       | 4           | 0          | 2            | 0            | 0            | 0            | 15       | 0      | 4           | 0          |
| A. Russotto      | 3        | 0       | 1           | 0          | 0            | 0            | 0            | 0            | 3        | 0      | 1           | 0          |
| S. Salviato      | 36       | 2       | 4           | 0          | 2            | 0            | 0            | 0            | 38       | 2      | 4           | 0          |
| P. Schiattarella | 27       | 2       | 5           | 2          | 1            | 0            | 0            | 0            | 28       | 2      | 5           | 2          |
| L. Siligardi     | 21       | 3       | 2           | 0          | 0            | 0            | 0            | 0            | 21       | 3      | 2           | 0          |
| S. Sini          | 7        | 0       | 1           | 1          | 0            | 0            | 0            | 0            | 7        | 0      | 1           | 1          |
| R. Volpato       | 1        | 0       | 0           | 0          | 0            | 0            | 0            | 0            | 1        | 0      | 0           | 0          |